# Лущани
Лущани (хорв. Luščani) — населений пункт у Хорватії, у Сисацько-Мославинській жупанії у складі міста Петриня.

## Населення
Населення за даними перепису 2011 року становило 163 осіб.
Динаміка чисельності населення поселення:

## Клімат
Середня річна температура становить 10,67 °C, середня максимальна – 25,11 °C, а середня мінімальна – -6,32 °C. Середня річна кількість опадів – 1005 мм.
| Клімат поселення                              | Клімат поселення | Клімат поселення | Клімат поселення | Клімат поселення | Клімат поселення | Клімат поселення | Клімат поселення | Клімат поселення | Клімат поселення | Клімат поселення | Клімат поселення | Клімат поселення | Клімат поселення |
| Показник                                      | Січ.             | Лют.             | Бер.             | Квіт.            | Трав.            | Черв.            | Лип.             | Серп.            | Вер.             | Жовт.            | Лист.            | Груд.            |                  |
| Середній максимум, °C                         | 6,68             | 8,70             | 13,17            | 17,41            | 21,94            | 25,11            | 24,29            | 23,66            | 20,09            | 15,17            | 9,52             | 5,22             |                  |
| Середня температура, °C                       | 0,18             | 2,20             | 6,66             | 10,90            | 15,43            | 18,60            | 20,32            | 19,67            | 16,10            | 11,20            | 5,54             | 1,24             |                  |
| Середній мінімум, °C                          | −6,32            | −4,3             | 0,18             | 4,40             | 8,94             | 12,10            | 16,33            | 15,68            | 12,13            | 7,21             | 1,55             | −2,74            |                  |
| Норма опадів, мм                              | 62               | 60               | 70               | 83               | 86               | 97               | 89               | 91               | 92               | 95               | 101              | 79               |                  |
| Середньомісячна швидкість вітру, м/с          | 1.70             | 1.90             | 2.30             | 2.20             | 2.00             | 1.80             | 1.80             | 1.61             | 1.60             | 1.70             | 1.80             | 1.80             |                  |
| Середньомісячна сонячна радіація, кДж/м²·день | 4280             | 7059             | 10689            | 15125            | 19396            | 21345            | 22587            | 19574            | 14450            | 9018             | 4801             | 3545             |                  |
| --------------------------------------------- | ---------------- | ---------------- | ---------------- | ---------------- | ---------------- | ---------------- | ---------------- | ---------------- | ---------------- | ---------------- | ---------------- | ---------------- | ---------------- |
| Джерело:                                      |                  |                  |                  |                  |                  |                  |                  |                  |                  |                  |                  |                  |                  |